# Baltasar Brum (ville)
Pour les articles homonymes, voir Brum.
Baltasar Brum est une ville et une municipalité de l'Uruguay située dans le département d'Artigas. Sa population est de 2 472 habitants.

## Population
| Année | Population |
| ----- | ---------- |
| 1963  | 1 769      |
| 1975  | 1 753      |
| 1985  | 1 627      |
| 1996  | 2 144      |
| 2004  | 2 472      |

,

## Gouvernement
Le maire de la ville est José Lachaise.